# Romaszkówka
Romaszkówka – kolonia wsi Zabrodzie w Polsce, położona w województwie podlaskim, w powiecie sokólskim, w gminie Korycin.
W latach 1975–1998 kolonia administracyjnie należała do województwa białostockiego.
Osada powstała przed 1601 rokiem jako jeden z pierwszych zaścianków w Puszczy Kuźnickiej, składała się wówczas z trzech folwarków. Znajduje się na Wzgórzach Szumowskich. Przebiega przez nią turystyczny szlak rowerowy Janów–Korycin dł. 24 km.

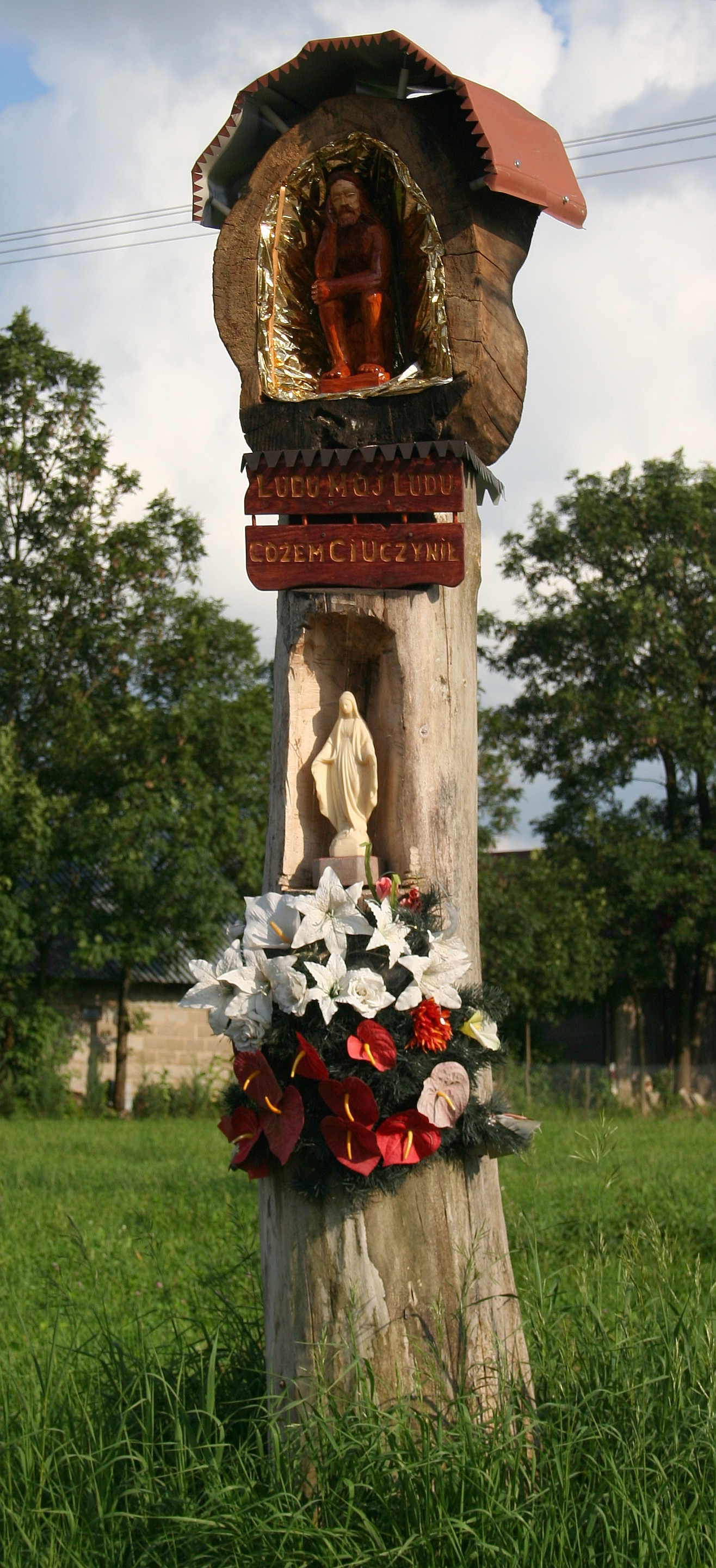
Kapliczka w Romaszkówce

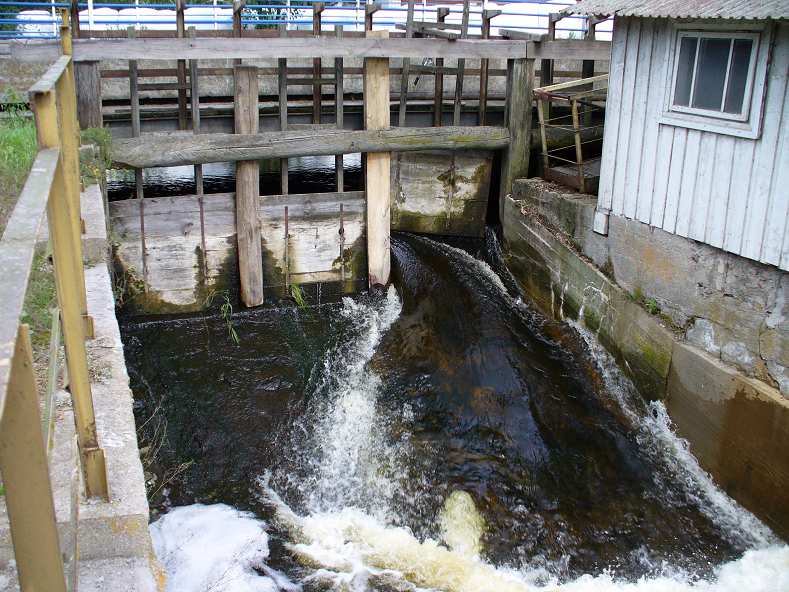
Zabytkowy młyn z końca XIX wieku

W Romaszkówce znajduje się zabytkowy murowany młyn wodny na rzece Kumiałce, wzniesiony pod koniec XIX wieku, wpisany do rejestru zabytków (nr rej.: 653 z 26.10.1987). Młyn współcześnie znany jako Młyn Romaszkówka zasilany jest energią elektryczną, ale dawniej wykorzystywał naturalny bieg wodny rzeki, o czym świadczą dwa koryta rzeczki Kumiałka.
Wierni kościoła rzymskokatolickiego należą do parafii Znalezienia i Podwyższenia Krzyża Świętego w Korycinie.